# Hecate Enthroned
Hecate Enthroned, brytyjski zespół blackmetalowy, założony w 1993 r. Ze względu na wykonywaną muzykę (symfoniczny black metal) zespół czasem porównywany jest do Cradle of Filth.

## Muzycy
Obecny skład zespołu
- Dean Seddan - śpiew (1999 - 2004, od 2005)
- Nigel - gitara elektryczna (od 1995)
- Andy - gitara elektryczna (od 1997)
- Dylan Hughes - gitara basowa (od 1997)
- Robert Kendrick - perkusja (od 1996)
- Pete - instrumenty klawiszowe (od 2004)

Byli członkowie zespołu
- Jon Richard - śpiew (1995-1999)
- Paul Massey - gitara basowa (1996-1997)
- Marc - gitara elektryczna (1995-1997)
- Craig - perkusja (1995-1996)
- Michael - instrumenty klawiszowe (1996-1999)
- Daz - instrumenty klawiszowe (1999-2004)
- Dagon - śpiew (2004)

## Dyskografia
- An Ode for a Haunted Wood (demo, 1995, wydanie własne)
- Upon Promeathean Shores (Unscriptured Waters) (EP, 1995, Blackend Records)
- The Slaughter of Innocence, A Requiem for the Mighty (1997, Blackend Records)
- Dark Requiems... (1998, Blackend Records)
- Kings of Chaos (1999, Blackend Records)
- Miasma (EP, 2001, Blackend Records)
- Redimus (2004, Blackend Records)
- The Blackend Collection (kompilacja, 2005, Blackend Records)